# 总工会 (阿根廷)
总工会（西班牙語：Confederación General del Trabajo），缩写为CGT，是1930年9月27日建立的阿根廷全国性工会联合会，阿根廷全国约有五分之一的受雇佣者和三分之二工会成员属于该组织，该组织也是全世界最大的工会联合会之一。2024年阿根廷新总统哈维尔·米莱上任后，该组织通过其700万的会员发起了大规模抗议活动。